# Phajol Moolsan
Phajol Moolsan, född den 13 september 1968 i Nakhon Sawan, Thailand, är en thailändsk boxare som tog OS-brons i bantamviktsboxning 1988 i Seoul. I semifinalen slogs han ut av Kennedy McKinney från USA.